# ヘンリー・M・ジャクソン (原子力潜水艦)
|          |                                                                 |
| 艦歴     |                                                                 |
| 発注     | 1977年6月6日                                                    |
| 起工     | 1981年1月19日                                                   |
| 進水     | 1983年10月15日                                                  |
| 就役     | 1984年10月6日                                                   |
| その後   | 就役中                                                          |
| 母港     | ワシントン州バンゴール                                          |
| 性能諸元 |                                                                 |
| 排水量   | 水上：16,765 トン 水中：18,750 トン                             |
| 全長     | 170.69 m (560 ft)                                               |
| 全幅     | 12.8 m (42 ft)                                                  |
| 喫水     | 11.5 m (38 ft)                                                  |
| 最大速   | 20ノット以上 (37+ km/h)                                         |
| 潜行深度 |                                                                 |
| 機関     | S8G 原子炉 1基                                                  |
| 乗員     | 士官13名、兵員140名                                             |
| 兵装     | 21インチ魚雷発射管4門 Mk48魚雷 トライデント II 弾道ミサイル24発 |
| モットー | Defender Of Freedom                                             |
|          |                                                                 |

ヘンリー・M・ジャクソン(USS Henry M. Jackson, SSBN-730)は、アメリカ海軍のオハイオ級原子力潜水艦の5番艦。艦名はワシントン州選出上院議員ヘンリー・M・ジャクソンに因んで命名された。当初の艦名はロードアイランドであった。

## 艦歴
ヘンリー・M・ジャクソンの建造は1977年6月6日にコネチカット州グロトンのジェネラル・ダイナミクス・エレクトリック・ボート社に発注され、1981年1月19日に起工した。1983年10月15日にアンナ・マリー・ジャクソン（ジャクソンの娘）によって命名、進水し、1984年10月6日にブルー班のR・ティンダル艦長およびゴールド班のM・A・ファーマー艦長の指揮下就役した。
ヘンリー・M・ジャクソンはオハイオ級で唯一州の名が付けられなかった艦となった。